# Ядерна валіза (Росія)

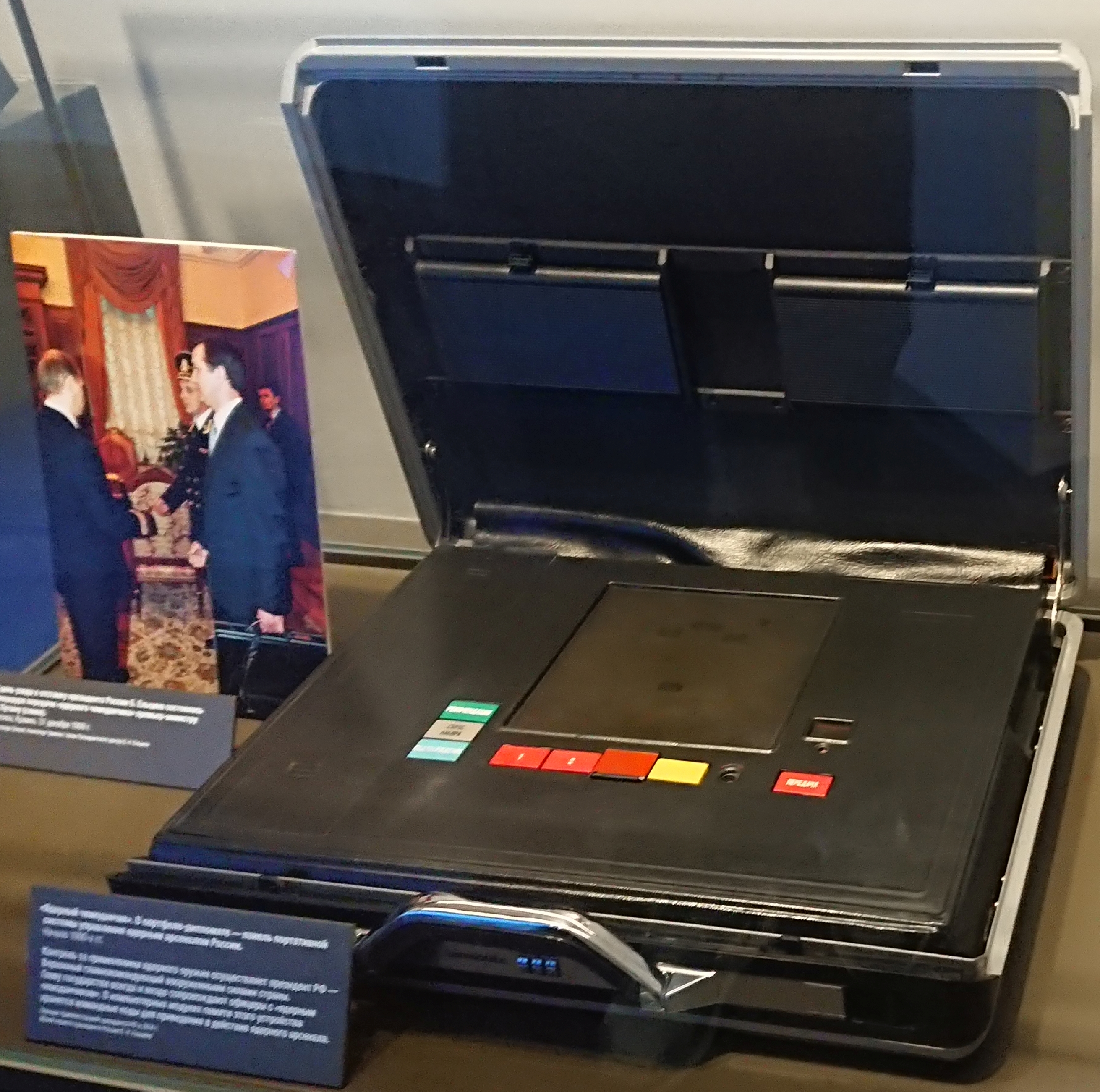
«Ядерна валізка», 1990-ті роки. Експонат у музеї Б. Єльцина в Єльцин-центрі, переданий у музей Адміністрацією Президента РФ у 2014 році

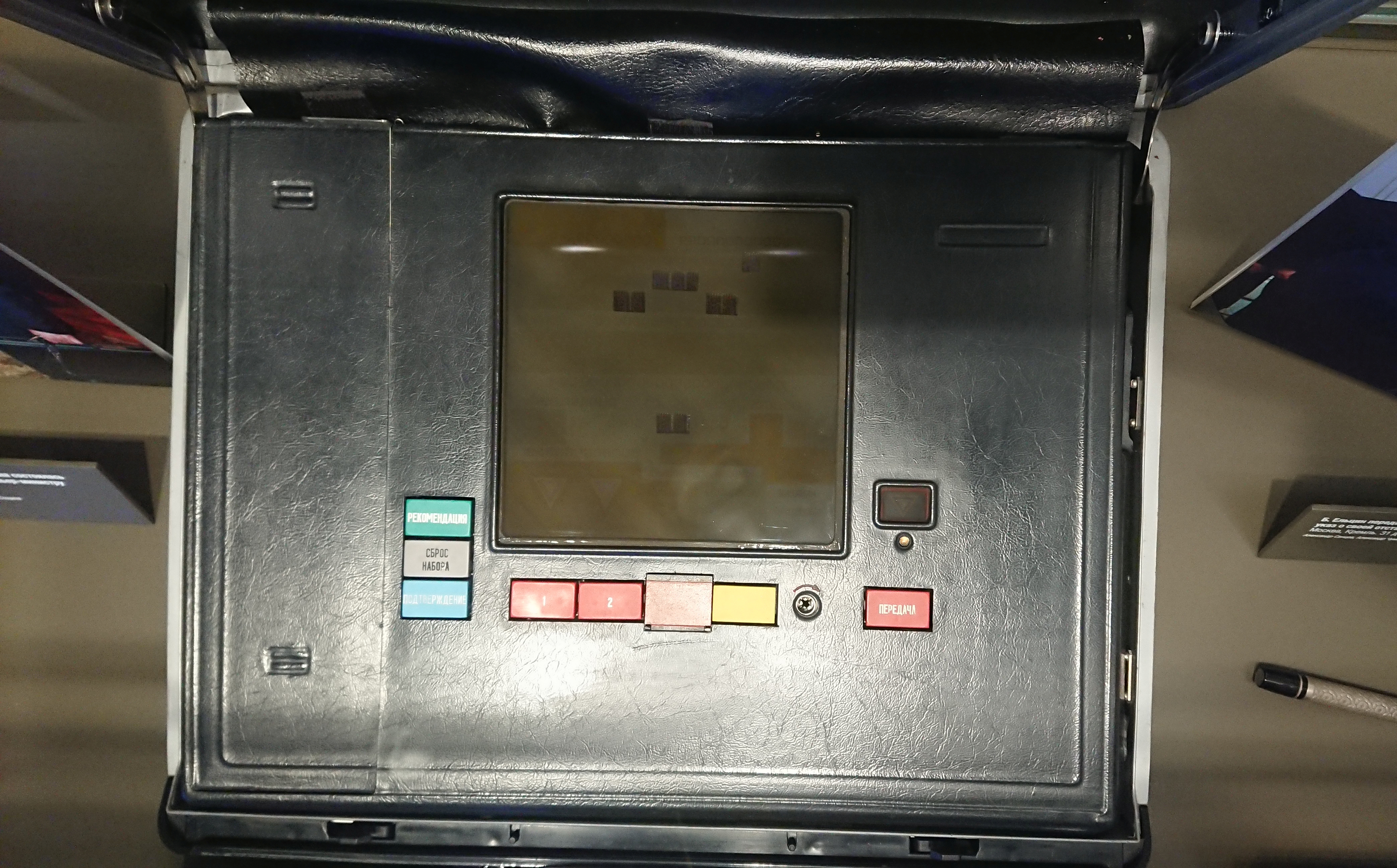
«Ядерна валізка», 1990-ті роки

«Ядерна валіза» також «Чегет» — спеціальний пристрій валіза, що зберігає коди для приведення в дію ядерного арсеналу Російської Федерації, яка завжди знаходиться у вищих політичних та військових керівників держави.
За допомогою «ядерної валізки» здійснюється зв'язок з ракетними військами стратегічного призначення (РВСП).

## Система «Казбек»

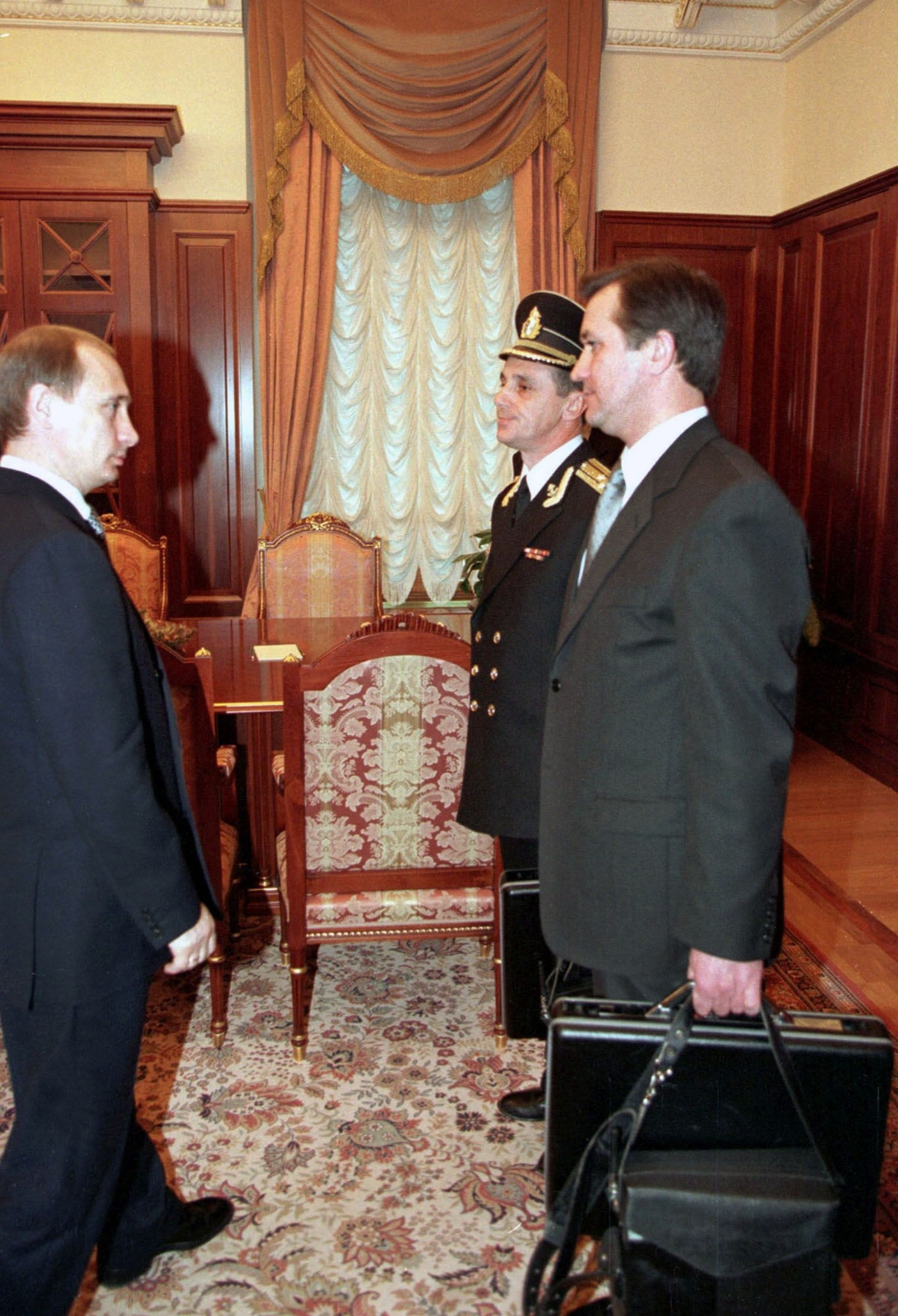
Церемонія передачі виконувачу обов'язків Президента Росії Володимира Путіна «ядерної валізки» — системи управління ядерними силами Росії, 31 грудня 1999 року. «Дипломат» у руках — це саме «Чегет», а сумка — «Агат» — радіостанція оперативного зв'язку.

«Ядерна валізка» президента Російської Федерації є портативним абонентським терміналом (шифр «Чегет») автоматизованої системи управління (АСУ) стратегічними ядерними силами «Казбек». Цю систему створили в НДІАА, який очолював академік Володимир Семеніхін. Головний конструктор цього виробу Микола Дев'янін. Методику роботи з валізкою при переміщеннях в пішому режимі, в автомобілі, літаку, правила обладнання місць постійного перебування глави держави, а також те, як повинна застосовуватися валізка, якою апаратурою має бути укомплектована, скільки осіб матимуть доступ до системи, розробив конструктор однієї з підсистем АСУ, лауреат Державної премії Валентин Голубков.
Система була введена в експлуатацію у 1983 році. Першим керівником Союзу РСР, якого стали супроводжувати офіцери з «ядерною валізкою», став у 1984 році Костянтин Черненко.
«Ядерні валізки» (плюс резервні) знаходяться у Верховного Головнокомандувача, міністра оборони та начальника Генерального штабу. Ключ від «ЯВ» зберігається у офіцера-оператора. Система буде приведена в дію лише якщо будуть отримані закодовані підтвердження від двох з них. Резервні «ЯВ» зберігаються у встановленому місці.
Незважаючи на те, що офіцер, що носить «валізу», належить до військ зв'язку, він завжди одягнений у форму одягу офіцера військово-морського флоту. Це зроблено для того, щоб він найкраще виділявся серед інших осіб під час перебування президента у місцях масового скупчення людей. Сама «валіза» має зовнішній вигляд звичайного портфеля-дипломата.
Служба, пов'язана з «ядерною валізкою», перебувала у віданні 9-го напряму Генерального штабу ЗС СРСР.
Одним із керівників створення першої «ядерної валізки» в СРСР був генерал-полковник Іван Ніколаєв.

## Передача президентської «ядерної валізки» в Росії
- 25 грудня 1991 року о 19:38 президент СРСР Михайло Горбачов перед зверненням по телебаченню про складання президентських повноважень передав «ядерну валізку» президентові Росії Борису Єльцину, після чого прапор над Кремлем був змінений з радянського на російський[3][7].
- Офіційно було повідомлено, що в 1996 році на час операції на серці Борис Єльцин передав «ядерну валізку» голові уряду Віктору Черномирдіну[8]. Проте, як розповів колишній заступник начальника Служби безпеки президента Геннадій Захаров, Борис Єльцин не передавав «ядерну валізку» Віктору Черномирдіну. Офіцери-«носильники» просто сиділи у вестибюлі лікарні, і як тільки Борис Миколайович прийшов до тями, «ядерну валізку» внесли до його палати[9].
- 31 грудня 1999 року Борис Єльцин, оголосивши по телебаченню про свою відставку з посади президента Російської Федерації, призначивши Голову Уряду Росії Володимира Путіна виконуючим обов'язки президента Російської Федерації, у тому числі передав йому і «ядерну валізу».
- 7 травня 2008 року «ядерна валізка» була передана на той час чинним Президентом Росії Володимиром Путіним наступному Президентові Росії Дмитру Медведєву в день його інавгурації[10][5].
- 7 травня 2012 року «ядерну валізку» було передано на той час чинним Президентом Росії Дмитром Медведєвим знову обраному Президентом Росії Володимиру Путіну в день його інавгурації[3]

## Ядерна валізка Росії в мистецтві
- Художній фільм «Будь клмітливим».
- Художній фільм «Солт».
- Художній фільм «Форсаж 8».
- Художній фільм «Місія нездійсненна: Протокол Фантом».
- Відеогра «Hitman 2».
- Відеогра «Battlefield 3».
- Пісня групи «Крематорій» — «Чемодан Президента».[11]

## Ядерна валізка СРСР / Росії в літературі
- Буніч І. Л. Кейс президента. — СПб.: Шанс, 1993.